# Hans Christian Sørensen
Hans Christian Sørensen (11 ottobre 1900 – 23 gennaio 1984) è stato un ginnasta danese.

## Palmarès

### Olimpiadi
- 1 medaglia:
  - 1 argento (Anversa 1920 nel concorso svedese a squadre)